# Rolands Freimanis
Rolands Freimanis (ur. 21 stycznia 1988 w Gulbene) – łotewski koszykarz grający na pozycji silnego skrzydłowego, obecnie zawodnik Trefla Sopot.
10 sierpnia 2018 został zawodnikiem greckiego Ifestos Limnu.
13 sierpnia 2019 dołączył do Anwilu Włocławek.
28 września 2020 zawarł umowę ze Stelmetem BC Zielona Góra. 2 sierpnia 2021 podpisał kontrakt z rosyjskim Niżnym Nowogród. W marcu 2022 został zawodnikiem ES Chalon-Sur-Saone, występującego w II lidze francuskiej (LNB Pro B).
4 lipca 2022 dołączył do drużyny Trefla Sopot.

## Osiągnięcia
Stan na 20 lutego 2023, na podstawie, o ile nie zaznaczono inaczej.
Drużynowe
- Mistrz:
  - Estonii (2016)
  - Łotwy (2007)
- Wicemistrz:
  - Polski (2021)[12]
  - Łotwy (2008, 2009)
  - Ukrainy (2014)
- Brązowy medalista mistrzostw Polski (2020)
- Zdobywca:
  - pucharu:
    - Polski (2020[13], 2021[14], 2023[15])
    - Estonii (2016)

  - Superpucharu Polski (2019)[16]

Indywidualne
- MVP:
  - finałów ligi estońskiej (2016)
  - miesiąca Ligi Bałtyckiej (listopad 2014)
- Rezerwowy roku ligi:
  - VTB (2021)[17]
  - EBL (2021)[18]
- Zaliczony do I składu:
  - EBL (2021)[19]
  - kolejki EBL (9 – 2022/2023)[20]

Reprezentacja
- Uczestnik:
  - mistrzostw Europy:
    - 2009 – 13. miejsce, 2011 – 21. miejsce, 2013 – 11. miejsce, 2015 – 8. miejsce
    - U–20 (2007 – 14. miejsce, 2008 – 11. miejsce)
    - U–18 (2005 – 8. miejsce, 2006 – 12. miejsce)
    - U–16 (2004 – 13. miejsce)